# Alaksandr Hrabowik
Alaksandr Alaksandrowicz Hrabowik (błr. Аляксандр Аляксандравіч Грабовік; ur. 9 grudnia 1988 w Nowogródku) – białoruski zapaśnik startujący w stylu klasycznym. Czterokrotny uczestnik mistrzostw świata, zajął piąte miejsce w 2014. Srebrny medalista mistrzostw Europy w 2017 i brązowy 2016.  Wicemistrz igrzysk europejskich w 2019. Brązowy medalista igrzysk wojskowych w 2019. Siódmy na Uniwersjadzie w 2013. Dziesiąty w indywidualnym Pucharze Świata w 2020. Czternasty w Pucharze Świata w 2012. Mistrz świata wojskowych w 2016 roku.